# رافائل اودوگوو
رافائل اودوگوو (انگلیسی: Raphael Odogwu؛ زادهٔ ۲۸ ژانویهٔ ۱۹۹۱) بازیکن فوتبال اهل نیجریه است.